# Maredorp
Maredorp of Marewijk is een buurt in het district Binnenstad noord van de Nederlandse stad Leiden.
De buurt is gelegen aan de noordoever van de Oude Rijn en wordt verder begrensd door het water van de Oude Singel in het noorden, de Herengracht in het oosten en de gedempte Mare in het westen. De belangrijkste straat in de buurt is de Haarlemmerstraat, ook de belangrijkste winkelstraat van de stad. De buurt wordt vaak in één adem genoemd met de naastgelegen buurt De Camp aan de andere zijde van de Mare.

## Geschiedenis
De stadswijk Maredorp was ooit een stukje Hollands weidelandschap, dat door rechte slootjes werd doorsneden. Toen Leiden alleen nog een nederzetting was aan de zuidzijde van de Oude Rijn vestigden zich ook mensen aan de overkant van de rivier dat toen nog tot Leiderdorp behoorde. Van 1348 tot 1351 zou hier een schout genaamd 'Jan de Vos' zijn geweest, die recht sprak op de Rode Steen op de kruising van de huidige Haarlemmerstraat en de Donkersteeg. Naar deze schout is de Janvossensteeg genoemd. Bij de stadsvergroting van 1346/1355 ging Maredorp met de aanleg van de Oude Vest onderdeel uitmaken van de stad Leiden. Dat gebeurde vooral om veiligheidsredenen. De nieuwe vestwal lag op de plaats waar nu de percelen van de huizen van de Oude Vest liggen.
Pas in de 15e eeuw kwam het gebied goed tot ontwikkeling. Bij de Vollersgracht, toen nog 'Donkere Gracht', kwamen twee tertiarissenkloosters: het Schagen of St. Catharinaklooster op het huidige Runderplein en het Abcoude of Sint Mariaklooster aan het andere einde van de Vollersgracht. De kloosters werden na het Leids Ontzet (1574) door het stadsbestuur in eigendom verworven en gesloopt. Het terrein van Schagen werd in 1578 in gebruik genomen als Beestenmarkt. De grond van Abcoude werd in 1579 tot raamland bestemd.
Door de groei van de bevolking werd steeds meer grond bestemd voor woningbouw. Ook werden er veel vollersbedrijven in de wijk gevestigd. Die hielden zich bezig met het vervilten van wol, wat zorgde voor veel stank en vervuiling van het oppervlaktewater. Op last van het gemeentebestuur werden de volders verplaatst en werd getracht de waterkwaliteit te verbeteren. Bij de stadsuitbreiding van 1611 werd de vestwal aan de Oude Vest afgevlakt en kwamen hier huizen te staan. De 'volmolens' werden verplaatst naar de overkant van de Oude Vest. Vandaar de naam 'Volmolengracht'.
De Vollersgracht werd gedempt in 1861. Vanaf 1907 werd hier een vismarkt gehouden. Daarvoor werden stenen banken en ijzeren overkappingen gebouwd. In 1938 werden die weer verwijderd omdat er nog maar weinig gebruik van werd gemaakt en ze in de weg stonden voor het groeiende autoverkeer. 